# Air Cairo
Air Cairo is een Egyptische chartermaatschappij met haar thuisbasis in Caïro.

## Geschiedenis
Air Cairo werd opgericht in 2003 en is een volledige dochter van EgyptAir. Het is lid van de Arab Air Carriers Organization.

## Vloot
In juli 2016 bestond de vloot van Air Cairo uit:
- 6 Airbus A320-200's

Afriqiyah Airways · Air Algérie · Air Arabia · Air Cairo · Air Djibouti · Badr Airlines · EgyptAir · Emirates · Etihad Airways · flyadeal · flyEgypt · flynas · Gulf Air · Iraqi Airways · Jordan Aviation · Kuwait Airways · Libyan Airlines · Mauritania Airlines ·Middle East Airlines · Nesma Airlines · Nile Air · Nouvelair · Oman Air · Qatar Airways · Riyadh Air · Royal Air Maroc · Royal Jordanian · Saudia · Sudan Airways · Syrian Air · Tarco Aviation · Tassili Airlines · Tunisair · Yemenia